# 山本美恵
山本 美恵（やまもと みえ、1958年 - ）は、日本の看護師、ホスピス「きぼうのいえ」看護主任。

## 略歴
- 1958年 - 長野県伊那市生まれ。
- 長野県伊那弥生ヶ丘高等学校 卒業
- 東京都立豊島看護専門学校 卒業 看護師となる。
- 心臓血管研究所付属病院 勤務
- 医療出版社の編集者となる。
- 大学でホスピスボランティア講座を受講。
- 2001年 - 結婚する。
- 2002年 - 「きぼうのいえ」オープン
- 2010年 - 「きぼうのいえ」看護主任
- 2011年 - 一身上の理由により「きぼうのいえ」退職

## 受賞歴
- 2010年11月10日 - 「信濃毎日新聞」第15回信毎選賞

## テレビ出演
- 2010年12月13日 - 『プロフェッショナル 仕事の流儀』「山谷の街で、命によりそう」（NHK総合テレビジョン）

## 参考資料
- 信濃毎日新聞 2010年10月9日
- カルチャーセレクション